# Brandberg, Wien
Brandberg är en kulle i Österrike.   Den ligger i  förbundslandet Wien, i den östra delen av landet, 13 km väster om huvudstaden Wien. Toppen på Brandberg är 411 meter över havet.
Terrängen runt Brandberg är kuperad åt nordväst, men åt sydost är den platt. Runt Brandberg är det mycket tätbefolkat, med 3 134 invånare per kvadratkilometer.. Närmaste större samhälle är Wien, 13,0 km öster om Brandberg. 
I omgivningarna runt Brandberg växer i huvudsak blandskog.